# Orybina flaviplaga
Orybina flaviplaga är en fjärilsart som beskrevs av Walker 1863. Orybina flaviplaga ingår i släktet Orybina och familjen mott. Inga underarter finns listade i Catalogue of Life.